# Trichocoleopsis sacculata
Trichocoleopsis sacculata là một loài rêu tản trong họ Lepidolaenaceae. Loài này được (Mitt.) S. Okamura miêu tả khoa học lần đầu tiên năm 1911.